# Irmgard Praetzová
Irmgard Praetzová (9. srpna 1920 – 7. listopadu 2008) byla německá atletka, mistryně Evropy ve skoku dalekém z roku 1938.

## Sportovní kariéra
Zvítězila v soutěži dálkařek při premiéře mistrovství Evropy v atletice žen v roce 1988. Její výkon byl 588 cm. Její sportovní kariéra trvala i po druhé světové válce, v roce 1950 se stala mistryní NDR v pětiboji.